# The Mellomen
The Mellomen est un quatuor vocal masculin américain fondé en 1948 par la basse Thurl Ravenscroft et le ténor Max Smith, anciens chanteurs du groupe vocal The Sportsmen.
Conçu initialement dans l'esprit des barbershop, genre très populaire aux États-Unis, son activité s'étend de la fin des années 1940 au milieu des années 1970. Le groupe se produit alternativement sous les noms de Big John & The Buzzards, The Crackerjacks, The Lee Brothers ou encore The Ravenscroft Quartet, et accompagne des chanteurs tels que Rosemary Clooney, Bing Crosby, Doris Day, Arlo Guthrie, Frankie Laine, Peggy Lee et Elvis Presley.
Mais c'est leur collaboration avec les studios Disney qui leur apporte une réelle notoriété. Ils interprètent ainsi, en chœur ou en solistes, les chansons de nombreux longs métrages d'animation parmi lesquels Cendrillon (1950), Alice au pays des merveilles (1951), Peter Pan (1953), La Belle et le Clochard (1955), La Belle au bois dormant (1959), Les 101 Dalmatiens (1961), Le Livre de la jungle.
Toujours pour Disney, ils enregistrent les chansons des courts métrages Donald et la Sorcière (1952), Pigs is Pigs (1954), Paul Bunyan (1958), et Noah's Ark (1959). Ils apparaissent dans plusieurs émissions télévisées dont Le Monde merveilleux de Disney et chantent entre autres les génériques de  The Mickey Mouse Club, Davy Crockett, Zorro et de L'Épouvantail
Le quatuor a aussi travaillé sur plusieurs films d'Elvis Presley, de Blondes, brunes, rousses (It Happened at the World's Fair) en 1963 à Filles et Show business (The Trouble with Girls) en 1969, où il intervient sous l'apparence d'un chœur de gospel nommé The Bible Singers.

## Membres du groupe
- Bob Hamlin (premier ténor, 1948-1955) - membre fondateur
- Bob Stevens (premier ténor, 1955-1961)
- Bill Cole (premier ténor, à partir de 1961)
- Max Smith (second ténor, 1948-1966) - membre fondateur
- Gene Merlino (second ténor, à partir de 1966)
- Bill Lee (baryton) - membre fondateur
- Thurl Ravenscroft (basse) - membre fondateur

## Filmographie
- 1950 : Cendrillon
- 1951 : Alice au pays des merveilles : Les cartes-peintres
- 1952 : Donald et la Sorcière
- 1953 : Peter Pan
- 1954 : Pigs is Pigs
- 1955 : La Belle et le Clochard : Toughy, Bull, Pedro et Boris, les chiens de la fourrière
- 1958 : Paul Bunyan
- 1959 : Noah's Ark
- 1959 : La Belle au bois dormant
- 1961 : Les 101 Dalmatiens
- 1961 : Donald and the Wheel
- 1963 : Blondes, brunes, rousses
- 1966 : Paradis hawaïen
- 1966 : El Dorado
- 1967 : Le Livre de la jungle : Les éléphants
- 1967 : Picsou banquier : Riri, Fifi et Loulou
- 1969 : Filles et Show business : The Bible Singers